# Flight 29 Down
Flight 29 Down è una serie televisiva statunitense per ragazzi, prodotta da Discovery Kids tra il 2005 e il 2007. La terza stagione, le cui riprese sono cominciate il 5 febbraio 2007, è stata girata nel formato di un film in quattro parti, invece che a episodi come le due stagioni precedenti, ed è stata trasmessa con il titolo The Hotel Tango.
In Italia la serie è stata trasmessa su Nickelodeon dal 16 luglio 2007 ed è uscita in DVD con il titolo Dispersi - Flight 29. È poi approdata sui canali gratuiti Rai Due dal 13 giugno 2009 e Rai Gulp nel 2010. I primi tre episodi sono stati trasmessi anche su Disney Channel prima che la serie fosse interrotta.

## Trama
Un gruppo di studenti in gita scolastica è costretto a un atterraggio d’emergenza, in seguito a una violenta tempesta tropicale che ha provocato un’avaria al motore del loro aereo. Dispersi su un’isola deserta del Pacifico, i ragazzi dovranno imparare ad adattarsi al nuovo ambiente che li circonda, in attesa dei soccorsi. Misurarsi con la natura non sarà facile ma neanche sopravvivere alle dinamiche di gruppo. Tra incomprensioni e simpatie alla fine i giovani naufraghi affronteranno con successo ogni difficoltà.

## Personaggi
- Daley Marin, interpretata da Hallee Hirsh, doppiata da Alessia Amendola.
Presidentessa di classe alla Hartwell High School, è una gran lavoratrice e una perfezionista. È la sorellastra di Lex perché suo padre ha sposato la madre del ragazzo un anno dopo essere rimasto vedovo. Ha una cotta ricambiata per Nathan, che confessa solo a Melissa. Non vuole cominciare una relazione con il ragazzo sull'isola, ma solo una volta tornati a casa.
- Nathan McHugh, interpretato da Corbin Bleu, doppiato da Flavio Aquilone.
Amico intimo di Melissa, si vanta di essere un boy scout e pretende di fare il leader. In seguito s'innamora di Daley, anche se tra di loro c'è molta rivalità. È sempre disponibile per aiutare gli amici nei loro lavori.
- Lex Marin, interpretato da Allen Alvarado, doppiato da Manuel Meli.
Il più giovane del gruppo, ha 10-11 anni. È intelligente, carismatico e molto attento, anche se il gruppo lo ignora spesso e boccia le sue idee perché è piccolo.
- Taylor Hagan, interpretata da Lauren Storm, doppiata da Perla Liberatori.
Una ragazza viziata che è stata sempre coccolata da tutti, bella e affascinante, pensa che il soggiorno sull'isola sarà solo temporaneo. Nel corso della serie diventa più laboriosa e consapevole dei sentimenti degli altri. Infatti, è l'unica che sa accendere il fuoco senza accendino.
- Eric McGorrill, interpretato da Jeremy Kissner, doppiato da Alessio Puccio.
Comico e fannullone, è molto pigro. Manipola gli altri per far fare a loro i compiti che spettano a lui. Nell'isola, scopre di essere allergico ai frutti di mare.
- Melissa Wu, interpretata da Kristy Wu, doppiata da Domitilla D'Amico.
La migliore amica di Nathan fin dall'asilo, cerca di essere amica di tutti. Ha una cotta per Jackson, fin dal primo giorno che lo vide a scuola.
- Cody Jackson, interpretato da Johnny Pacar, doppiato da Fabrizio De Flaviis.
Un ragazzo di 16 anni chiamato principalmente per cognome, a scuola è diventato amico di Melissa. È il leader del gruppo, ruolo che passa a Daley nella seconda stagione. Dimostra di avere una buona intesa con Taylor e Melissa.

## Episodi
| Stagione         | Episodi | Prima TV originale | Prima TV Italia |
| ---------------- | ------- | ------------------ | --------------- |
| Prima stagione   | 13      | 2005-2006          | 2009            |
| Seconda stagione | 13      | 2006-2007          | 2009            |